# Rudy Getzinger
Rudy Getzinger (Sremska Mitrovica; 9 de abril de 1943) es un exmediocampista de fútbol de Estados Unidos y Serbia.

## Trayectoria
En 1958, su familia se mudó a Estados Unidos y se estableció en Chicago. Cuando llegó, se unió al club de fútbol Chicago Schwaben.
En 1975, Chicago recibió una franquicia de la Liga de Fútbol de América del Norte (NASL). El nuevo equipo, llamado el Chicago Sting, recurrió al talento local para formar el núcleo del equipo.
Pasó esa campaña y la de 1976 con el Sting, anotando un gol en dieciséis partidos en 1975 y ningún gol en tres encuentros en 1976 ya que estuvo fuera por lesiones de rodilla la mayoría de los juegos. Dejó de jugar fútbol profesional debido a sus lesiones.

## Selección nacional
Jugó sus primeros partidos internacionales con la selección estadounidense en 1972. Anotó en su debut, en una derrota del 20 de agosto frente a Canadá.

### Participaciones en clasificatorias
| Clasif.              | Sede   | Resultado | Part. | Goles |
| -------------------- | ------ | --------- | ----- | ----- |
| Clasif. Mundial 1974 | Varias | Eliminado | 3     | 1     |

## Clubes
| Club                  | País           | Año       |
| --------------------- | -------------- | --------- |
| Chicago Schwaben      | Estados Unidos | 1961-1967 |
| Philadelphia Spartans | Estados Unidos | 1967-1968 |
| Chicago Schwaben      | Estados Unidos | 1970-1974 |
| Chicago Sting         | Estados Unidos | 1975-1976 |